# Perlesta decipiens
Perlesta decipiens är en bäcksländeart som först beskrevs av Walsh 1862.  Perlesta decipiens ingår i släktet Perlesta och familjen jättebäcksländor. Inga underarter finns listade i Catalogue of Life.

## Bildgalleri

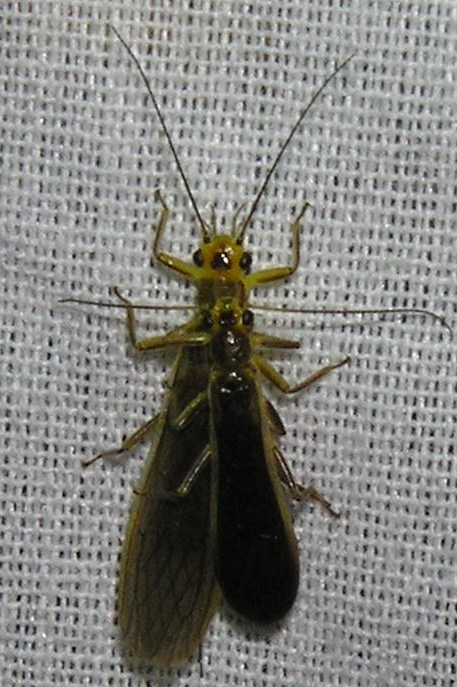